# Maladera planiuscula
Maladera planiuscula är en skalbaggsart som beskrevs av Shuhei Nomura 1974. Maladera planiuscula ingår i släktet Maladera och familjen Melolonthidae. Inga underarter finns listade i Catalogue of Life.